# Traunradweg

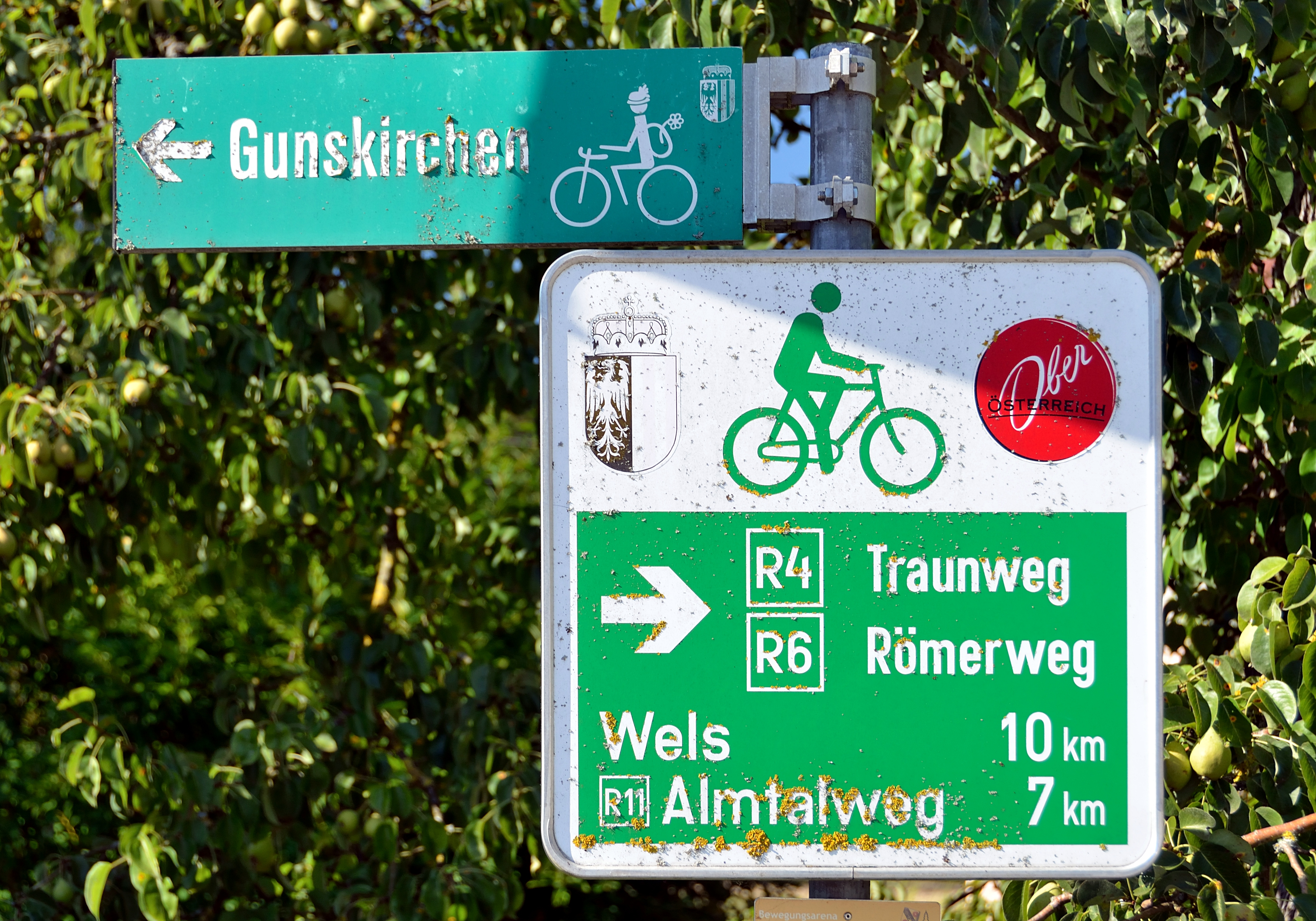
Beschilderung in Edt bei Lambach

Der Traunradweg (auch Traunweg) ist ein etwa 85 Kilometer langer oberösterreichischer Radwanderweg, der meist entlang der Traun geführt wird.

## Beschreibung
Der mit der Kurzbezeichnung des oberösterreichischen Radwegnetzes (R4) beschilderte Radweg beginnt in Gmunden bei der Traunbrücke und endet einige Kilometer östlich der Traunmündung an der Donau beim Kraftwerk Abwinden-Asten in Asten, wo er in den Donauradweg (R1) mündet.
Für Radfahrer ist der Radweg eine der wichtigsten Nord-Süd-Routen in Oberösterreich, wobei Teilstrecken einerseits auch auf den Fahrbahnen für den allgemeinen Verkehr und andererseits gemeinsam mit Fußgängerwegen verlaufen.
Der Radweg führt hauptsächlich über Asphalt- und Kies-Strecken. Mit insgesamt 377 m Steigung und 201 m Gefälle (Richtung Asten–Gmunden) gilt er als leicht und für Familien geeignet.

## Streckenverlauf
Der Traunradweg berührt folgende Orte: Gmunden, Oberweis, Laakirchen, Steyrermühl, Desselbrunn (Viecht, Fallholz), Mitterbergholz, Rüstorf (Mitterberg, Kaufing, Glatzing, Eglau), Stadl-Paura, Lambach, Edt bei Lambach (Edt, Saag), Wels (Stadt), Thalheim, Schleißheim, Traun, Linz, Asten. Sehenswürdigkeiten entlang des Traunradweges sind bei den angeführten Orten dargestellt. Bemerkenswert sind neben den historischen Stadtkernen von Gmunden und Wels insbesondere der Traunfall zwischen Steyrermühl und Roitham, das Benediktinerstift Lambach sowie die Schlösser Traun und Ebelsberg.
Anbindungen an das oberösterreichische und überregionale Radwegenetz bestehen in Gmunden (Salzkammergut-Radweg, R2), in Laakirchen (Traunviertler Radweg, R 13) in Lambach (Römerradweg, R6), in Thalheim (Almtalweg, R11), in Wels (Panoramaradweg, R 19), Traun (Kremstalradweg, R10) und in Asten (Donauradweg, R1).

## Bahnanbindungen
Die Strecke des Traunradweges verläuft von Gmunden bis Lambach in der Nähe der Trauntalbahn sowie von Lambach bis Asten in der Nähe der Westbahn, sodass immer wieder Bahnhöfe oder Haltestellen erreichbar sind.